# Červenec 2021

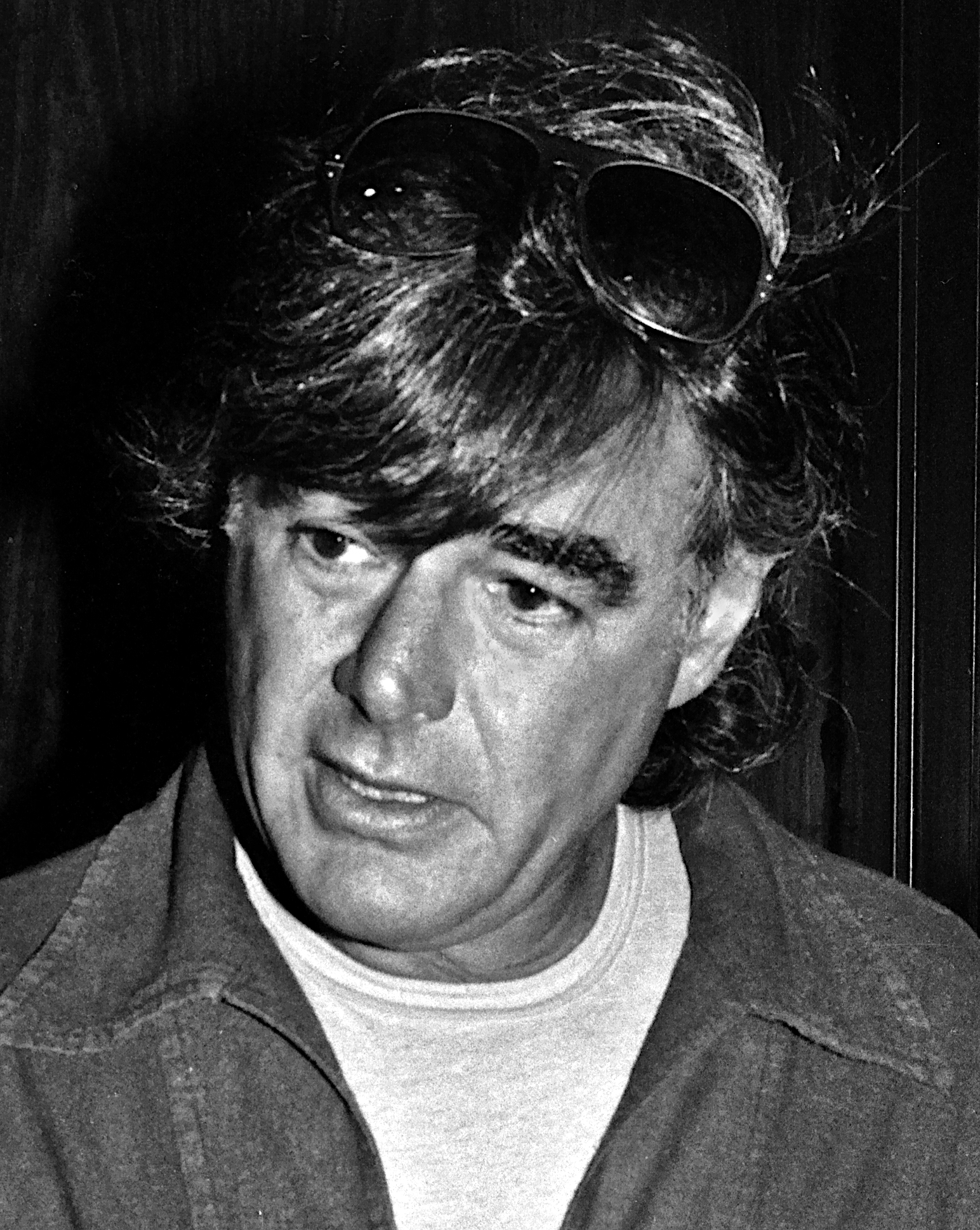
Richard Donner v roce 1979

Toto je archivovaný článek z portálu Aktuality.
1. července – čtvrtek
 Ve věku 12 let a 5 měsíců se stal Američan Abhimanyu Mishra nejmladším šachovým velmistrem. 
 Ve věku 68 let zemřel zpěvák a bubeník Vítězslav Vávra. 
2. července – pátek
 Poslední americké jednotky opustily po dvacetileté okupaci leteckou základnu Bagrám v Afghánistánu. 
3. července – sobota
 V kyperském pohoří Troodos vypukly lesní požáry, které se vyžádaly 4 oběti a evakuaci několika vesnic. 
4. července – neděle
 Na filipínském ostrově Jolo se zřítilo vojenské letadlo C-130 s 92 lidmi na palubě. Zachránit se podařilo asi 50 osob. 
5. července – pondělí
 Ve věku 91 let zemřel americký režisér a producent Richard Donner (na obrázku), známý jako tvůrce filmů Přichází Satan!, Superman, Rošťáci či Smrtonosná zbraň. 
7. července – středa
 Ve věku 53 let byl ve své soukromé rezidenci zastřelen skupinou útočníků haitský prezident Jovenel Moïse. Jeho manželka Martine Moïse vyvázla se střelnými zraněními. 
10. července – sobota
 Australská tenistka Ashleigh Bartyová porazila Karolínu Plíškovou ve finále ženské dvouhry Wimbledonu 2021. 
11. července – neděle
 Na Kubě vypukly statisícové protesty proti autoritářské vládě, největší za téměř 30 let. 
 Italská fotbalová reprezentace porazila anglickou v penaltovém rozstřelu finále Eura 2020. 
 Raketoplán SpaceShipTwo společnosti Virgin Galactic vynesl do výšky 86 km šest lidí včetně zakladatele společnosti Richarda Bransona. 
12. července – pondělí
 Ve věku 75 let zemřel herec a dabér Ladislav Potměšil. 
13. července – úterý
 Nepokoje, které vypukly po uvěznění bývalého prezidenta Jihoafrické republiky Jacoba Zumy, si vyžádaly nejméně 45 obětí na životech. 

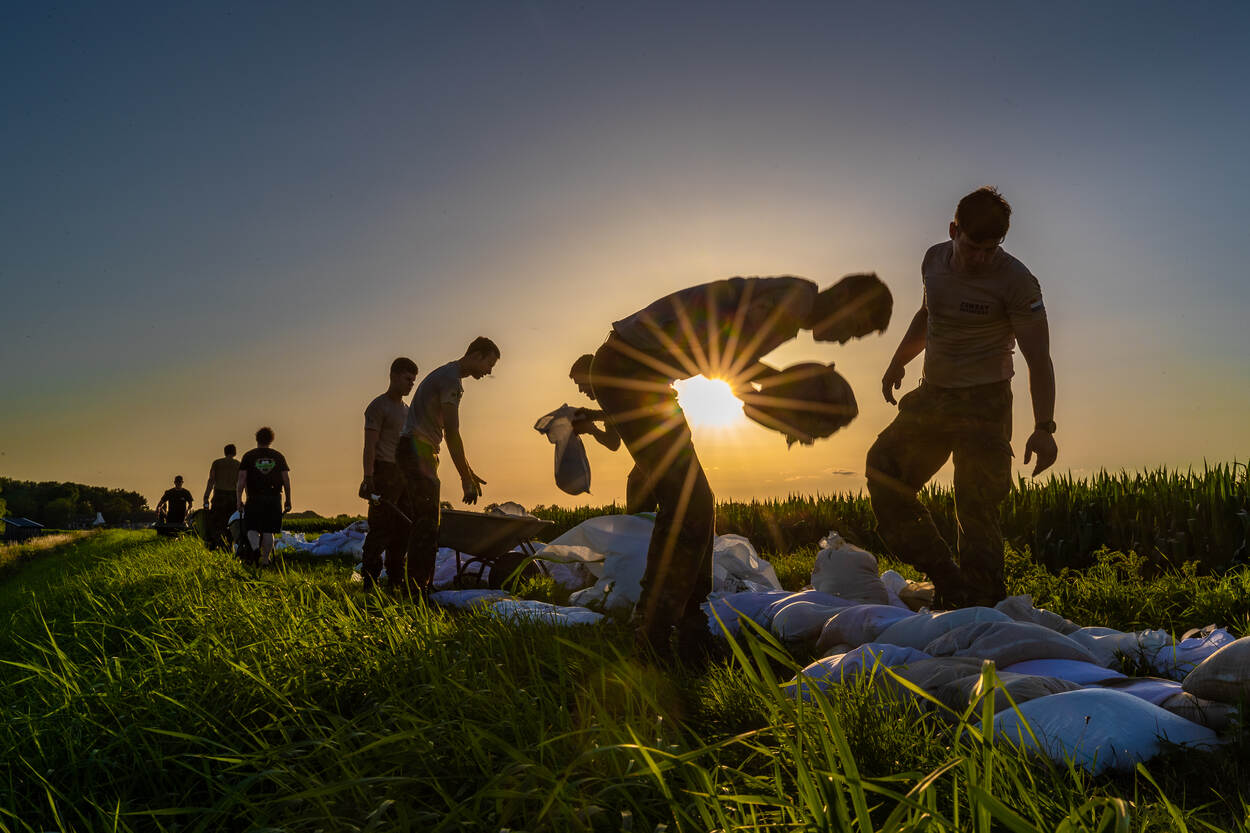
Nizozemská protipovodňová opatření

15. července – čtvrtek
 Silné bouře a následné povodně, které zasáhly západní Evropu, především západní oblasti Německa, Belgii a Nizozemsko, si vyžádaly více než 100 obětí na životech. 
17. července – sobota
 Daniel Herman obdržel Evropskou cenu Karla IV. udělenou Sudetoněmeckým krajanským sdružením. 
 Na 74. ročníku mezinárodního filmového festivalu v Cannes získal hlavní cenu Zlatou palmu francouzsko-belgický film Titane, který režírovala Julia Ducournau. 
18. července – neděle
 Ve věku 73 let zemřel zpěvák, kytarista, skladatel a písničkář František Nedvěd. 
 Ve věku 81 let zemřel slovenský herec, humorista, dramatik, spisovatel, textař, zpěvák a režisér Milan Lasica. 
 Ve věku 100 let zemřel neurochirurg Vladimír Beneš. 
19. července – pondělí
 Při střetu autobusu s trambusem zemřelo v pákistánské provincii Paňdžáb 30 lidí, 74 dalších bylo zraněno. 
20. července – úterý
 Společnost Blue Origin vynesla v letové kabině raketou New Shepard svého majitele Jeffa Bezose a další tři turisty několik kilometrů nad hranici vesmíru. 
 Státní veterinární správa informovala o stahování 385 tisíc mléčných dezertů Kunín Pohár kvůli obsahu karcinogenního a mutagenního ethylenoxidu. 
21. července – středa
 Na 138. zasedání MOV v Tokiu byl za pořadatele Letních olympijských her 2032 zvolen australský Brisbane. 

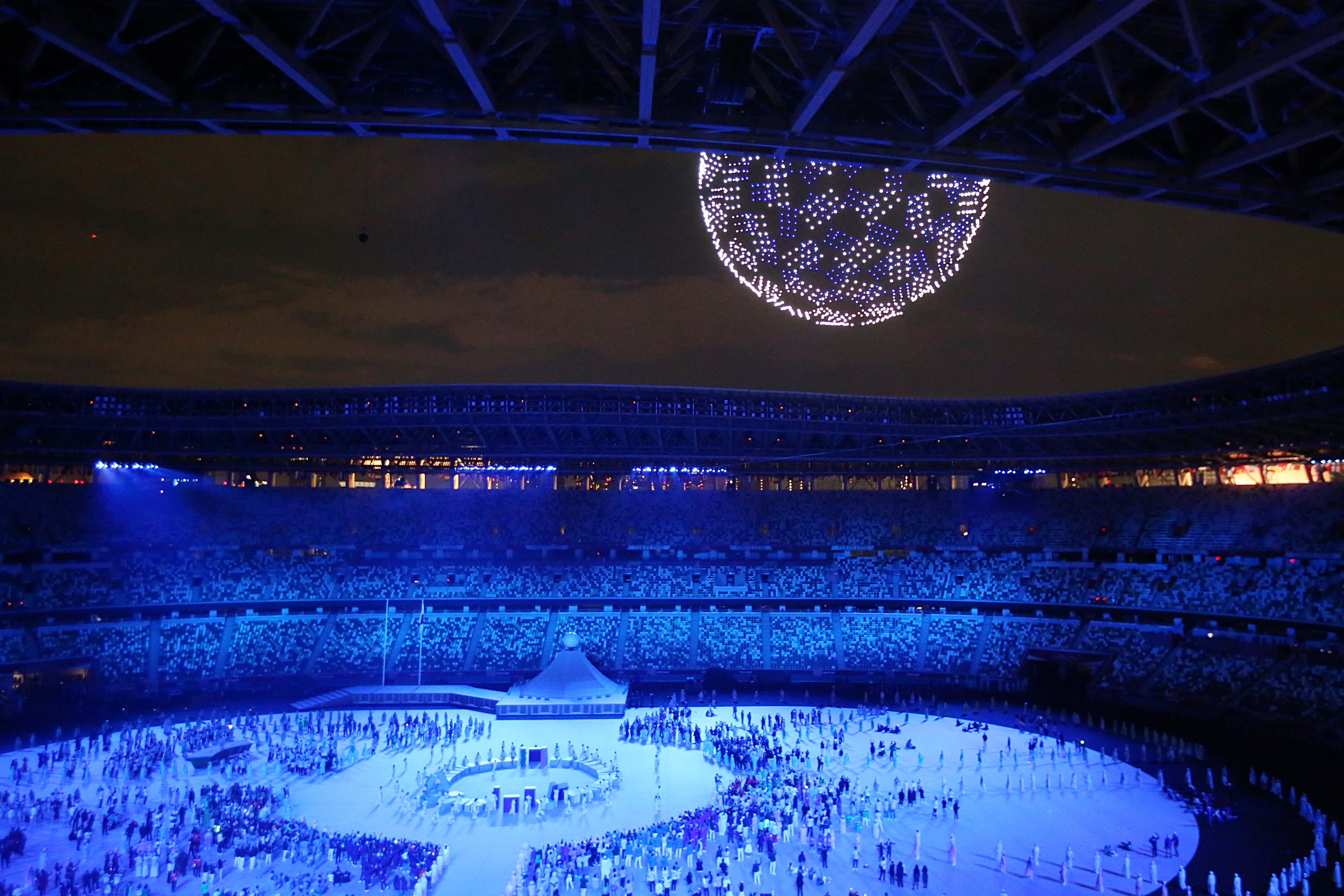
Zahájení LOH 2020

23. července – pátek
 V japonském Tokiu byly slavnostně zahájeny Letní olympijské hry 2020 (na obrázku). 
24. července – sobota
 V rámci Slavných lázeňských měst Evropy byly Františkovy Lázně, Karlovy Vary a Mariánské Lázně zapsány na seznam světového dědictví UNESCO. 
26. července – pondělí
 První medaili na Letních olympijských hrách 2020 v Tokiu pro Českou republiku získal kajakář Lukáš Rohan, jenž ve vodním slalomu v kategorii C1 získal stříbrnou medaili. 
 Po 113 letech vybojoval pro český šerm Alexander Choupenitch olympijskou medaili na Letních olympijských hrách v Tokiu, a to bronzovou medaili ve fleretu. 
28. července – středa
 První českou přírodní památkou na seznam světového dědictví UNESCO se staly Jizerskohorské bučiny, které byly spolu s dalšími evropskými přírodními rezervacemi připsány k Původním bukovým lesům Karpat a dalších oblastí Evropy. 
 Ruský modul Nauka se připojil k Mezinárodní vesmírné stanici. 
29. července – čtvrtek
 Ve sportovní střelbě získalo Česko dvě medaile, když na olympijských hrách v Tokiu vybojovali v trapu Jiří Lipták zlatou medaili a David Kostelecký stříbrnou medaili. 
30. července – pátek

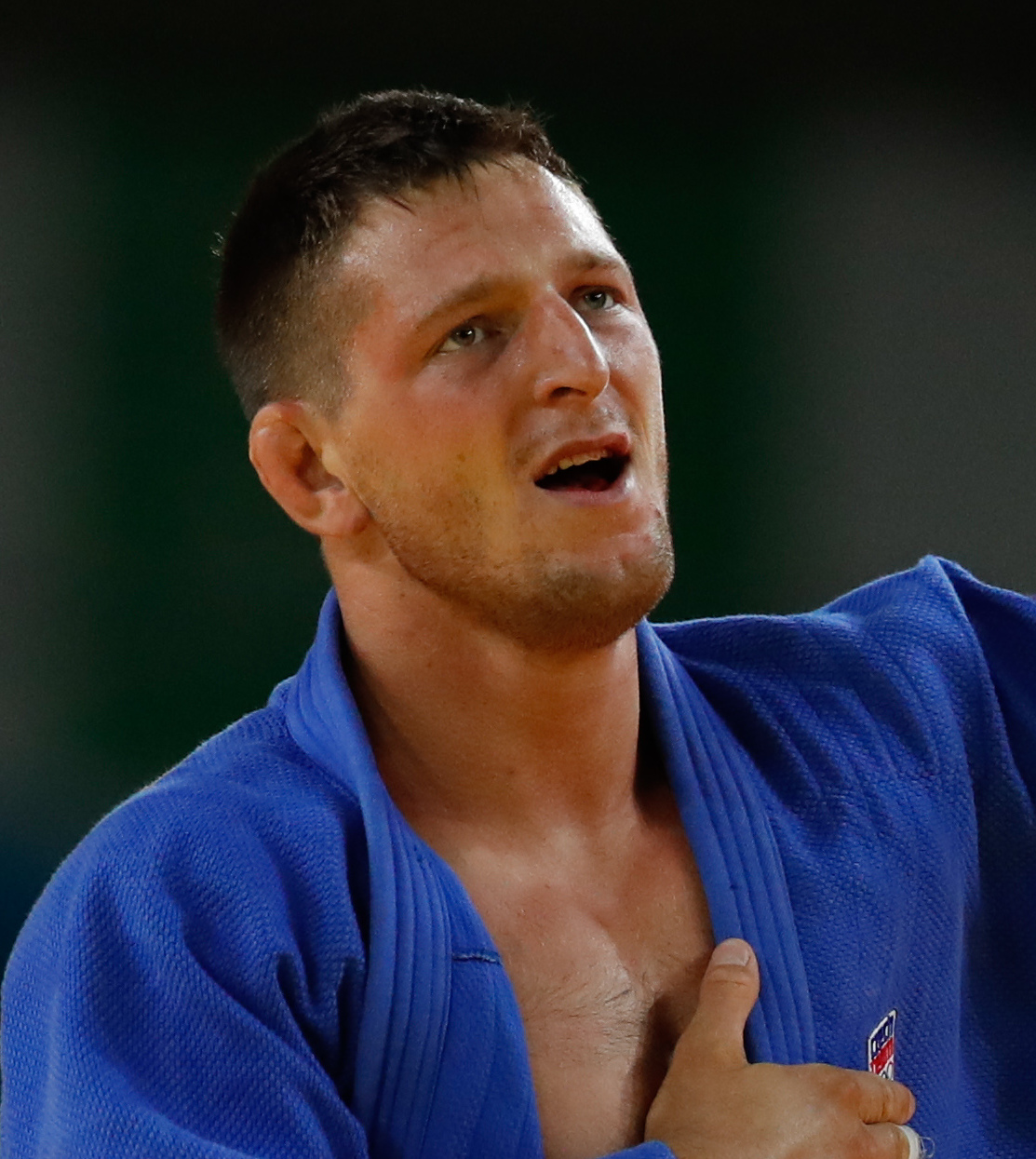
Lukáš Krpálek

 Lukáš Krpálek (na obrázku) se na olympijských hrách v Tokiu stal dvojnásobným olympijským vítězem, když v judu v kategorii těžká váha vybojoval zlatou medaili. 
 V závodě vodního slalomu v kategorii K1 na olympijských hrách v Tokiu vybojoval Jiří Prskavec zlatou medaili. 
31. července – sobota
 Markéta Vondroušová na olympijských hrách v Tokiu získala v ženské dvouhře v tenisu stříbrnou medaili. 
 Výbor pro světové dědictví na svém 44. zasedání v čínském Fu-čou přidal třicet čtyři památek na seznam Světového dědictví UNESCO. 